# Hadar
Hadar (β Cen/β Centauri), také známá jako Agena, je druhá nejjasnější hvězda v souhvězdí Kentaura zdánlivé hvězdné velikosti 0,60m a 13. nejjasnější hvězda noční oblohy a také nejjasnější hvězda z těch, které nejsou nejjasnějšími ve svém souhvězdí. Beta Centauri je modrobílý obr spektrálního typu B1III vzdálený přibližně 352 světelných let od Slunce. Ve vzdálenosti 1,3" od sebe má na obloze společnici, spektroskopickou dvojhvězdu zdánlivé jasnosti 4,1m. V českých zeměpisných šířkách není viditelná.
Jméno Hadar pochází z arabského slova zem, zatímco jméno Agena snad má původ v latinském „genua“ kolena.